# Norman Foerster
Norman Foerster, född 1887, död 1972, var en amerikansk litteraturvetare.
Norman Foerster var professor i engelska språket vid University of North Carolina 1914–1930 och vid Universitetet i Iowa 1930–1944. Foerster utgav bland annat Outlines and summaries (1915), Nature in American literature (1923), American criticsim: a study in literary theory from Poe to the present (1928), The American scholar: a study litteræ inhumaniores (1929), Toward standards (1930), The American State uiversity: it's relation to democracy (1937), The future of the liberal college (1938) och Humanities and the common man; the democratic role of the State universities (1946). Foerster, som tog starka intryck av Irving Babbitt och Paul More, ledarna för den så kallade amerikanska humanismen, utgav dennas programbok Humanism and America (1930). Foerster framträdde som utgivare av författarurval och samlingsverk, såsom Reinterpretation of American literature (1928), American critical essays (1930) och Literary scholarship; it's aims and methods (1941).